# 斯内利厄斯环形山

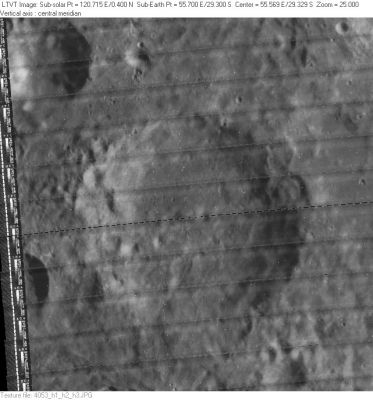
斯内利厄斯环形山，月球轨道器4号拍摄。图像左上部为卫星坑斯内利厄斯 A。

斯内利厄斯环形山（Snellius）是月球东南侧的一座古老的大型撞击坑，形成于酒海纪代，其名称取自荷兰数学家、物理学家及天文学家维勒布罗德·斯内尔（1591年—1626年），1935年被国际天文联合会批准接受。

## 描述
该陨坑最邻近的是西南偏西的雷亨巴赫环形山和西北偏西的波达陨石坑；东侧邻近哈泽环形山、北面坐落着罗特斯勒环形山、大撞击坑培特威物斯环形山位于它的东北；东南和西南分别为弗内留斯环形山和斯蒂维纽斯环形山；月球上最长的月谷-斯内利厄斯月谷穿过它的西南部，并沿西侧边缘朝西北绵延500公里至酒海附近。该环形山的中心月面坐标为29°20′S 55°42′E / 29.33°S 55.7°E，直径86公里，
深度3830米。
斯内利厄斯环形山接近圆形，西部有一处小凹陷，边缘因撞击而严重磨损和侵蚀。陨坑的侧壁几乎与周边区域融为一体，形成一圈由山峦和脊岭组成的环，其中西侧壁保存最完好。除西北部较平坦外，坑底表面崎岖不平，南部分布有几道平行的低矮山脊。

## 卫星陨石坑
按照惯例，最靠近斯内利厄斯环形山的卫星坑在月图上以字母标注在该坑中心点的旁边。
| 斯内利厄斯 | 纬度    | 经度    | 直径    |
| ---------- | ------- | ------- | ------- |
| A          | 27.4° S | 53.8° E | 37 公里 |
| B          | 30.1° S | 53.1° E | 29 公里 |
| C          | 29.0° S | 51.5° E | 9 公里  |
| D          | 28.7° S | 51.5° E | 9 公里  |
| E          | 28.0° S | 51.5° E | 12 公里 |
| X          | 27.4° S | 55.1° E | 7 公里  |
| Y          | 25.7° S | 52.2° E | 10 公里 |

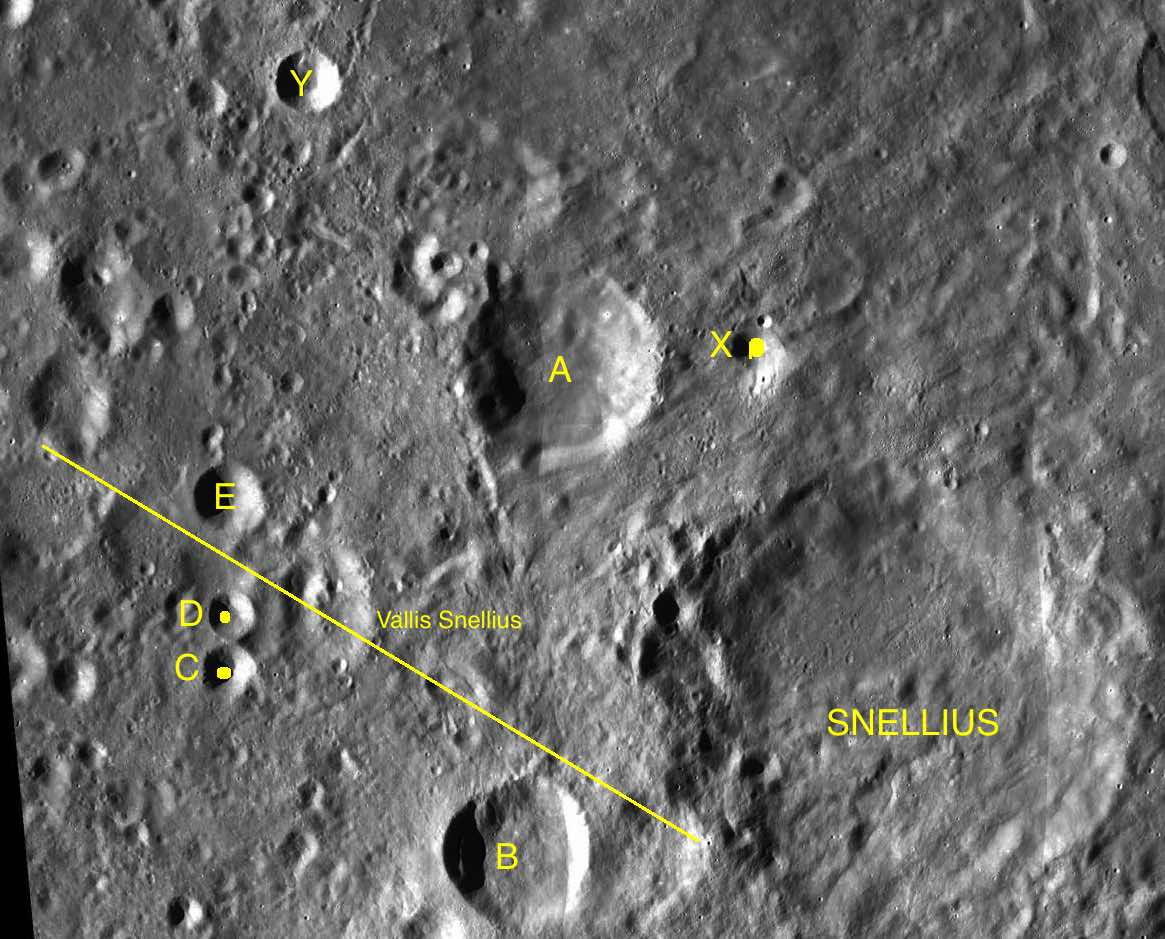
LAC-98 地图

- 斯内利厄斯环形山和卫星坑斯内利厄斯 B已被月球和行星观测协会（ALPO）列入《带有明亮射纹系统的撞击坑列表》[5]；
- 卫星坑斯内利厄斯 A形成于酒海纪[1]，重叠在该卫星坑西南的一束明亮射纹系统一直漫延到丰富海的北面。